# Althea Flynt
Althea Flynt (Marietta, Ohio, 1953. november 6. – Los Angeles, Kalifornia, 1987. június 27.) Larry Flynt felesége, a Hustler magazin kiadója.

## Élete
Althea Leasure 1953. november 6-án született az Ohio-i Marietta-ban. Altheanak négy testvére volt, Sherry, Debbie, Marsha és Richard. Amikor Althea nyolc éves volt, apja, Richard megölte anyját, June-t, nagyapját, June egyik ismerősét és magával is végzett. Az eset után Altheát és három testvérét az Ohio-i Xenia-ban egy OSSO Home nevű árvaházban (Ohói katonák és tengerészek árvaháza) helyezték el, ahol többször szexuálisan molesztálták. 1971-ben találkozott Larry Flynttell, akivel 1976. augusztus 21-én házasodtak össze. Férjével megalapították a Hustler című pornómagazint, aminek Althea a haláláig a szerkesztője maradt. Larry Flyntet 1977-ben egy merénylő megsebesítette, ami miatt kerekes székbe került. Az 1980-as évek közepén Althea új, nem pornográf magazint tervezett, a The Rage-t, aminek a punk szubkultúrára a témája, de nem volt hosszú életű a magazin. 1982-ben Althea elkezdte használni azokat a gyógyszereket, amelyeket Larry-nek írtak fel a  fájdalmaira és a drogokra is rászokott. 1983-ban AIDS betegséget diagnosztizáltak nála.

## Halála
Althea 33 éves korában halt meg, amikor 1987. június 27-én Los Angeles-i kúriájában kádba fulladt. A beszámolók szerint drogtúladagolás miatt elvesztette az eszméletét és belefulladt a fürdővízbe. A férje azonban azt állítja, hogy az AIDS olyan előrehaladott állapotában volt, hogy abban az évben biztosan meghalt volna a betegségben. 
Althea Flyntet a Flynt család családi temetőjében helyezték örök nyugalomra, Salyersville-ben.

## Emlékezete
Az 1996-os Larry Flynt, a provokátor című filmben Courtney Love játssza Althea Flynt-et, aki Golden Globe-díjat kapott az alakításáért.

## Fordítás
- Ez a szócikk részben vagy egészben  az   Althea Flynt című angol Wikipédia-szócikk fordításán alapul.  Az eredeti cikk szerkesztőit annak laptörténete sorolja fel. Ez a jelzés csupán a megfogalmazás eredetét és a szerzői jogokat jelzi, nem szolgál a cikkben szereplő információk forrásmegjelöléseként.